# Eric Engler
Eric Engler (Cottbus, 21 de septiembre de 1991) es un deportista alemán que compite en ciclismo en la modalidad de pista. Ganó dos medallas en el Campeonato Europeo de Ciclismo en Pista de 2016, plata en el kilómetro contrarreloj y bronce en velocidad por equipos.

## Medallero internacional
| Campeonato Europeo | Campeonato Europeo      | Campeonato Europeo | Campeonato Europeo    |
| Año                | Lugar                   | Medalla            | Competición           |
| ------------------ | ----------------------- | ------------------ | --------------------- |
| 2016               | Saint-Quentin (Francia) | Medalla de plata   | 1 km contrarreloj     |
| 2016               | Saint-Quentin (Francia) | Medalla de bronce  | Velocidad por equipos |